# Moisés (1995)
Moisés (em inglês:  Moses) é um telefilme ítalo-franco-britano-tcheco-estadunidense de 1995, dos gêneros drama e biografia bíblico, dirigido por Roger Young sobre roteiro de Lionel Chetwynd.
O filme foi lançado em 20 de dezembro de 1995 na Itália e 7 de abril de 1996 nos EUA. A música tema foi composta por Ennio Morricone.

## Sinopse
O filme retrata a história de Moisés, o profeta israelita e a sua passagem nas escrituras do Antigo Testamento, quando lidera seu povo, escravizado no Egito, a caminho da Nova Terra (Canaã).

## Elenco
- Ben Kingsley.... Moisés
- Frank Langella.... Mermefta
- Christopher Lee.... Ramessés
- Sônia Braga.... Zípora.